# 玩命關頭4
《速度与激情4》（英語：Fast & Furious 4），2009年電影，《玩命關頭系列》的第四部電影，劇情處於上一集之前，時間發生在第一集的五年後。由林詣彬執導，馮·迪索、保羅·沃克繼首集後再度合演。2009年4月3日於美國首映，並奪得當周票房冠軍，以及歷年四月最高週末票房。

## 劇情
當列度在五年前與自己的家人與夥伴逃出美國後一直躲在多明尼加進行賽車性偷盜工作，跟女友莉蒂·奧提斯、亞裔夥伴韓以及兩名西班牙人李歐和桑托斯偷盜了幾罐汽油後雖然獲得了一大筆錢，但卻再度受到檢警大型通緝。唐老大將團隊解散後選擇趁莉蒂睡覺時丟下她跑路，也在走時將所有賣汽油賺來的錢與十字項鏈留了下來。
幾星期後，布萊恩·奧康納經過邁阿密臥底事件後被招進了聯邦調查局，回到老家洛杉磯負責追緝亞圖羅·布拉加，一個能夠在美墨兩國之間稱霸的神秘大毒梟；但在兩年下來一無所獲，而被上司警告在三天之內還沒消息就必須離職。這時，唐老大獨自隱居到了巴拿馬，一天從自己妹妹蜜雅傳來莉蒂車禍身亡的噩耗。唐老大秘密回美國後在遠處觀望莉蒂的葬禮，順便去看了車禍現場，發現莉蒂是被一輛裝有硝基甲烷的跑車撞死。而蜜雅不久後被FBI扣留，布萊恩於是親自將她帶離。布萊恩隨後對蜜雅爲五年前的骗局道了歉，蜜雅一開始不接受，但還是釋懷布萊恩一開始將唐老大放離的事情。
布萊恩查獲了負責幫布拉加介紹車手的大衛·朴，趕到他家時卻發現唐老大已經開始逼供大衛，布萊恩制止他後將大衛抓回調查局，問出布拉加會在韓國城舉行車賽來選定自己最後一名車手。因此，有街頭賽車經驗的布萊恩成爲最佳人選，來到韓國城的賽車地點後遇見了唐老大，和他一起會見了布拉加的幾名高層幹部：左右手坎波斯、賽車手菲尼克斯以及女導航員吉賽兒。眾人隨後開始了一場無封路和規則的車賽，而在比賽中，唐老大與布萊恩的車保持領先，踢走了其餘兩名賽車手。然而，布萊恩在即將到達終點時卻被唐老大撞車，唐老大因此贏得勝利而成爲布拉加的車手。布萊恩之後想辦法混入了組織，在跟蹤坎波斯發現他在與一名神秘人物在一起。唐老大首先來到酒店的停車場發現了菲尼克斯的車，也發現汽車用的就是硝基甲烷。
第二天，布萊恩收到任務而來到布拉加的車庫，跟唐老大通過貨車偷渡穿越邊境來到了墨西哥，得知他們即將開賽車穿越美國與墨西哥邊境線的盲點，達到走私毒品的目的。衆人在來到邊境線後得到了菲尼克斯的領導，進入了能夠穿越邊境山區的地下隧道，也在千鈞一發之際離開。來到交易現場後，唐老大揭發了菲尼克斯利用硝基甲烷來加速，也向他詢問是否殺死了莉蒂，菲尼克斯於是親口承認，講述當初莉蒂在交貨時帶著貨逃跑，自己追上她後首先將她的車撞翻，最後將她的車直接開槍打爆。
唐老大在憤怒之下點燃了藏在車裏的煤氣，也在爆炸時跟隨布萊恩開著裝有毒品的汽車逃離。布萊恩在逃出後向上司彙報自己拿到了可以起訴布拉加的毒品，之後決定違反命令而將唐老大回到了蜜雅的家療傷。唐老大在翻莉蒂的遺物時找到一個手機，檢查時回撥了手機裏唯一的電話，卻發現電話的另一頭竟然是布萊恩。唐老大這時才發現是布萊恩在背後指使莉蒂去做臥底，於是在憤怒之下將布萊恩抬起砸向書櫃，隨而開始扭打，而布萊恩最後低頭道歉，並說出莉蒂當初是為了撤銷唐老大的通緝，不惜和自己談條件而自願前去臥底。
布萊恩認為毒品來將布拉加引出來，也讓唐老大打了吉賽兒的電話，說明會在貨櫃場進行交易。當晚，布萊恩與唐老大見到了坎波斯等人，也見到了他們口中的布拉加，但唐老大卻發現不對頭。此時，布萊恩的搭檔在調查局利用酒杯上的指紋找到了布拉加的真實身份，卻發現照片裏的人竟然是坎波斯！在交易現場，調查局的軍隊闖進來，菲尼克斯首先將坎波斯帶走，布拉加在走時開車撞死眼前的所有人，而唐老大也在後來救了即將被撞死的吉賽兒一同逃走。後來，布萊恩在幾度違反命令之下被停職，得知布拉加已經逃亡至墨西哥，於是決定跨越底線和唐姆一同去逮捕他，而布萊恩臨走前，與蜜雅親密接觸。之後，吉賽兒爲了回報唐老大的救命之恩，告訴他布拉加會在一個教堂祈禱。
布萊恩與唐老大穿越邊境來到教堂後，抓獲了布拉加後全速往邊境線開，但布拉加的軍隊已經開始追逐他們。布萊恩首先帶著布拉加開進邊境隧道，但菲尼克斯對隧道幾乎是輕車熟路。隧道柱子被撞毀使得隧道塌方，布萊恩沖出隧道後被撞傷，而菲尼克斯也掏出了武器。在一瞬間，唐老大全速沖出隧道後，用力撞死了站在正前方的菲尼克斯。唐老大在爲布萊恩療傷後發現邊境線警察來到，也覺得自己使命已經完成而決定認罪協商，最後向衆檢警投降。後來，布拉加以重罪被判處無期徒刑，也最終被復職的布萊恩關進洛杉矶最高監獄。唐老大最終被法官判處有期徒刑二十五年，也在後來被囚犯巴士送往隆伯克監獄，但此時由布萊恩、蜜雅、李歐與桑托斯駕駛的跑車開始靠近巴士。

## 主要角色
| 演員                  | 角色                       | 備註 |
| --------------------- | -------------------------- | --- |
| 馮·迪索 Vin Diesel    | 當列度                     | 主角之一。賽車性國際罪犯，在搶完最後一批貨被迫丟下自己的女友莉蒂離開，但卻得知了她的「死訊」，因此打算親自臥底爲她報仇。                          |
| 保羅·沃克 Paul Walker | 布萊恩·奧康納              | 主角之一。已復職的FBI幹員，受長官之命令將毒梟繩之以法，卻再次與唐老大槓上。                                                                       |
| 蜜雪兒·羅德里奎茲     | 莉蒂·歐提茲                | 唐老大的女友，與唐老大過著亡命鴛鴦的日子。 |
| 喬丹娜·布魯斯特       | 蜜雅·泰瑞托                | 唐老大的妹妹，布萊恩的前女友，與布萊恩舊情復燃。                                                                                                  |
| 約翰·歐提茲           | 亞圖羅·布拉加／雷蒙·坎波斯 | 本集反派，活躍於洛城和墨西哥的大毒梟。電影前期化名「雷蒙·坎波斯」並自稱布拉加的手下，安排賽事並協助布拉加挑選車手，後被揭發真實身分是布拉加本人。 |
| 盖尔·加朵             | 吉賽兒·耶莎                | 布拉加的親信和代言人，為其物色運毒車手，對唐老大有戀慕之情。                                                                                      |
| 賴斯·阿隆索           | 菲尼克斯·卡爾德隆          | 布拉加的副手，為人心狠手辣且極為忠誠，專責帶領車手運毒並穿越美墨邊境，亦是殺害莉蒂的兇手。                                                        |

此外，姜成鎬飾演韓，唐老大在多明尼加共和國結識的犯罪夥伴，該角色於《狂野極速：飄移東京》首度登場，於本集中跟唐老大聊天時提到對東京有興趣。瑪莎·蜜雪兒飾演卡拉（Cara），韓的女友和犯罪夥伴，該角色於前傳短片《洛杉磯土匪》中首度登場。唐·歐馬和泰戈·卡德隆分別飾演泰戈·李歐（Tego Leo）和尼克·桑托（Rico Santos），唐老大、莉蒂和韓的犯罪夥伴。謝伊·惠格姆飾演米可·斯塔夏克（Michael Stasiak），囂張跋扈的FBI探員、布萊恩的同事。麗莎·拉琵拉飾演蘇菲·鄭（Sophie Trinh），FBI探員、米可的下屬。傑克·康利飾演佩寧（Penning），FBI探員、布萊恩和米可的上司。阿利安卓・巴蒂諾飾演運油車司機。羅恩·袁飾演大衛·朴（David Park），布拉加的親信，為其管理和採購車輛。葛瑞格·塞普斯、小尼爾·布朗和布萊德·傑克森分別飾演布拉加麾下車手德懷特（Dwight）、馬利克（Malik）和亞歷克斯（Alex）。

## 劇中車型
- 2009 Alfa Romeo  Brera 3.2 JTS V6 Q4 SkyWindow, special edition 400 cv
- 1964 Chevrolet Chevelle
- 1972 Ford Torino
- 1973 Chevrolet Camaro F Bomb
- 1982 Buick Regal
- 1998–2003 BMW M5 E39
- 1999–2002 Nissan Skyline GT-R (R34)
- 2008 Subaru Impreza WRX STi
- 2009 Nissan Skyline
- 2012 Nissan GT-R
- Chevrolet Camaro
- Dodge Charger
- Ford Mustang
- 2003 Honda NSX
- Lamborghini LM002
- 1999 Nissan Silvia S15
- Porsche GT3

## 迴響

### 評價
爛番茄新鮮度28%，基於177條評論，平均分為4.6/10，觀眾投票獲得67%的分數，平均得分為3.7／5在Metacritic上本片得到46分，IMDB上本片得6.5分，評價兩極。

### 票房
| 上一届： 《大战外星人》   | 2009年美國週末票房冠軍 第14週    | 下一届： 《孟汉娜电影版》  |
| 上一届： 《3D血腥情人節》 | 2009年台北週末票房冠軍 第16-17週 | 下一届： 《X戰警：金鋼狼》 |

## 外部連結
- 互联网电影数据库（IMDb）上《玩命關頭4》的资料（英文）
- 爛番茄上《玩命關頭4》的資料（英文）
- Box Office Mojo上《玩命關頭4》的資料（英文）
- Metacritic上《玩命關頭4》的資料（英文）
- AllMovie上《玩命關頭4》的资料（英文）
- Yahoo奇摩電影上《玩命關頭4》的資料（繁體中文）
- 開眼電影網上《玩命關頭4》的資料（繁體中文）
- 豆瓣电影上《玩命關頭4》的資料 （简体中文）
- 时光网上《玩命關頭4》的資料（简体中文）